# Karel-Lodewijk van Espenhout
Karel-Lodewijk van Espenhout, també conegut com a Louis van Espenhout (Ternat, 19 d'octubre de 1919 - Sint-Agatha-Berchem, 27 de gener de 1996) va ser un ciclista belga que va córrer entre 1939 i 1951. En el seu palmarès destaca una victòria d'etapa a la Volta a Catalunya de 1940.

## Palmarès
- 1939
  - 1r al Circuit dels Vosges i vencedor d'una etapa
- 1940
  - Vencedor d'una etapa a la Volta a Catalunya